# Vlag van Musson
De vlag van Musson is bevestigd door het gemeentebestuur als de vlag van de gemeente Musson in de Belgische provincie Luxemburg. De vlag kan als volgt worden beschreven:
Zwart met drie gele sterren geplaatst 2 en 1.
De vlag is volledig gebaseerd op het gemeentewapen en ziet er dus helemaal hetzelfde uit.
De Raad van Heraldiek en Vexillologie (Frans: Conseil d’héraldique et de vexillologie) stelde een vlag als wit met een groene uitgeschulpte rand, gemaakt naar een lokaal zegel dat dateert uit het einde van de XVIIIe eeuw en dat een fantasie schild bevat.